# Hergiswil bei Willisau
Hergiswil bei Willisau (toponimo tedesco; spesso abbreviato in Hergiswil b.W.) è un comune svizzero di 1 910 abitanti del Canton Lucerna, nel distretto di Willisau.

## Geografia fisica

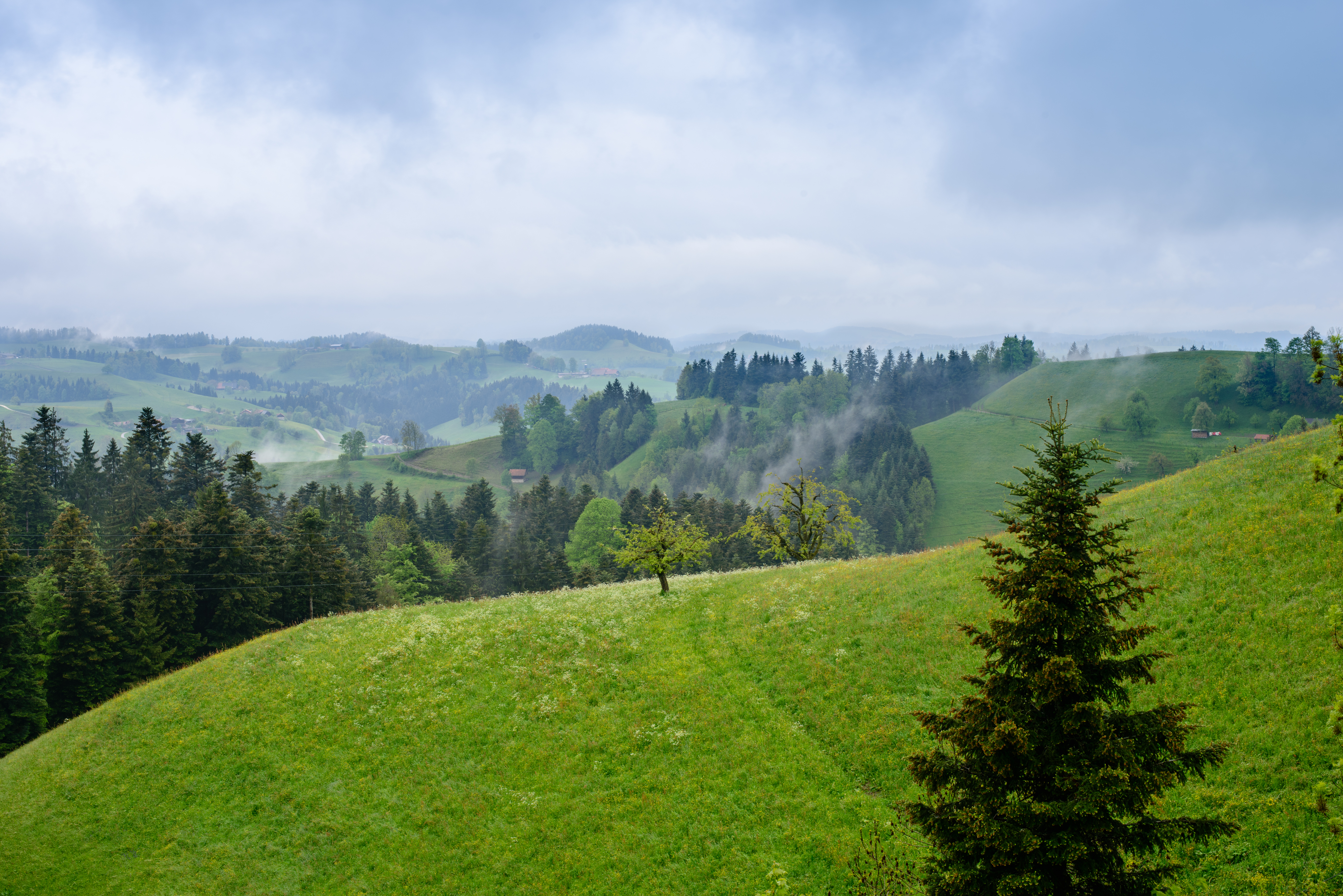
Il territorio di Hergiswil bei Willisau

Il territorio del comune di Hergiswil bei Willisau si estende nell'alta valle dell'Enziwigger, sulle pendici settentrionali del monte Napf.

## Monumenti e luoghi d'interesse
- Chiesa cattolica di San Giovanni Battista, eretta nel 1602-1603 e ricostruita nel 1840-1842[3];
- Cappella cattolica di San Joder, eretta nel XVI secolo[3];
- Case del centro storico, ricostruito tra XIX e XX secolo in stile Biedermeier[3].

## Società

### Evoluzione demografica
L'evoluzione demografica è riportata nella seguente tabella:
Abitanti censiti

## Geografia antropica

### Frazioni
Le frazioni di Hergiswil bei Willisau sono:
- Hübeli[senza fonte]
- Mörisegg[senza fonte]
- Opfersei
- Sankt Joder
- Unterskapf[senza fonte]
- Wissbühl

## Economia
L'economia locale si basa prevalentemente sul settore primario.